# Château de Korsholm

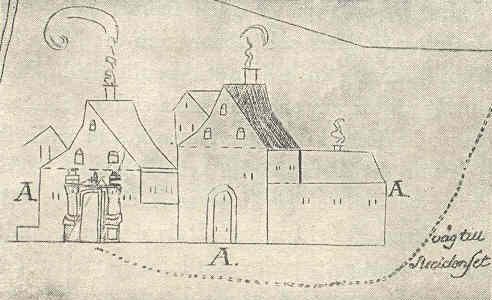
Représentation du château sur une carte des années 1750.

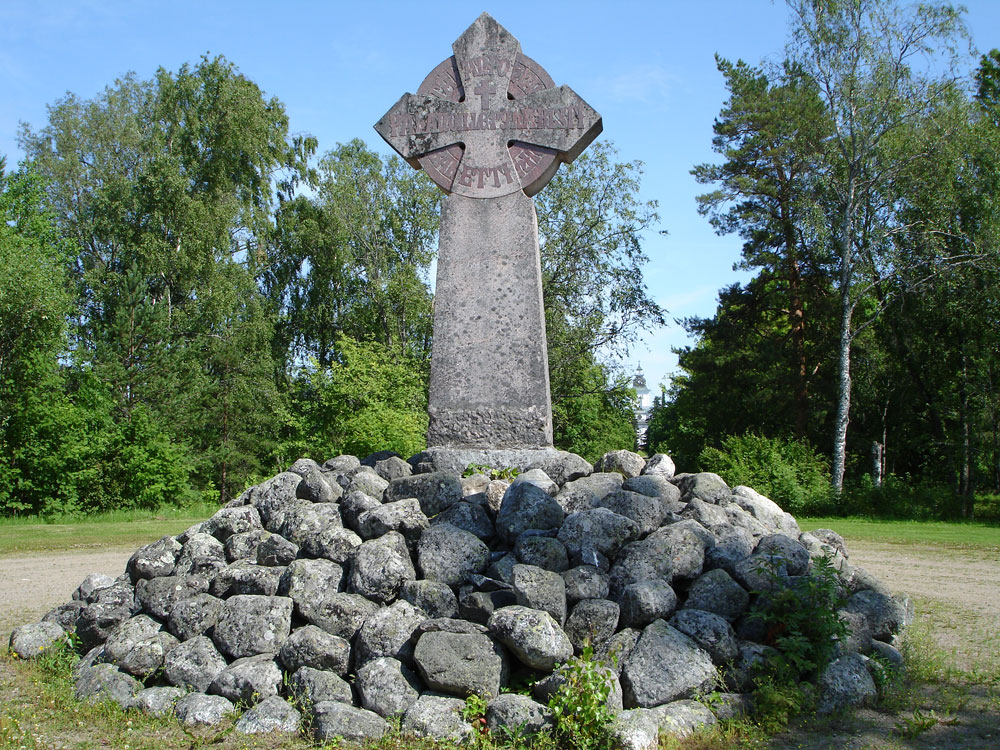
Mémorial au sommet de la colline où se trouvait le château.

Le château de Korsholm, en finnois : Korsholman linna, en suédois : Korsholms slott également appelé Chrysseborg, est un château médiéval, situé à Vaasa en Finlande. Il a probablement été construit dans les années 1370. Il est possible que le château n'ait jamais été plus qu'une fortification en bois, entourée de douves. Vers la fin du XVIIIe siècle, le château tombe en ruine et de nouveaux bâtiments sont construits sur le monticule, entraînant la destruction de ce qui reste du chateau. De nos jours, il n'en reste plus qu'un petit monticule.

### Source de la traduction
- (en) Cet article est partiellement ou en totalité issu de l’article de Wikipédia en anglais intitulé « Korsholma Castle » (voir la liste des auteurs).